# نظرية النموذج
في الرياضيات، نظرية النموذج هي دراسة تمثيلات المصطلحات الرياضية في إطار نظرية المجموعات، أو دراسة النماذج المضمرة تحت النظم الرياضية. تفترض النظرية أن هناك أغراضًا رياضية مسبقة الوجود في الخارج محاولة أن تطرح أسئلة حول كيفية وماهية المبرهنات التي يمكن برهنتها بوجود هذه الأغراض أو الكائنات الرياضية وبعض العمليات أو العلاقات بين الأغراض مع مجموعة من المسلمات axioms.